# 十甲東路
十甲東路為臺灣臺中市聯外道路之一，全路段位於東區境內，呈南北向，北連太平區樹德路，南接東區東門路。

## 本道路客運
| 編號 | 業者     | 路線                    | 行駛區間         |
| ---- | -------- | ----------------------- | ---------------- |
| 284  | 臺中客運 | 臺中車站 - 修平科技大學 | 旱溪東路－振興路 |
| 288  | 豐原客運 | 臺中二中 - 茅埔         | 旱溪東路－振興路 |

## 沿線設施
（由北至南）
- 樹德路（北縱向）
- 精武東路（西橫向）、太平區中山路四段（東橫向）
- 進業公園
- 十甲路（橫向）
  - 新光黃昏市場
- 自由路四段（橫向）
- 旱平公園
- 溪州西路（橫向）
- 樂利公園
- 樂業路（橫向）
- 總達客運(220號2樓)
- 振興路（橫向）
  - 台新醫院(441號)
- 旱溪東路一段（橫向）
- 旱溪
  - 東昇橋
- 東門路（南縱向）